# Evelyn Beatrice Hall
Evelyn Beatrice Hall, född 28 september 1868, död 13 april 1956, var en brittisk biografiförfattare, som skrev under pseudonymen S.G. Tallentyre.
Hon är främst känd för sin biografi över Voltaire, The Friends of Voltaire, som kom ut 1906. Hon skrev frasen, som ofta felaktigt tros vara formulerad av Voltaire, "Jag ogillar vad du säger, men jag är beredd att gå i döden för din rättighet att säga det." ("I disapprove of what you say, but I will defend to the death your right to say it.") som en sammanfattning av Voltaires uppfattning.
Halls tolkning fångar andemeningen i Voltaires inställning till Claude Adrien Helvétius. Det har framförts att hennes sammanfattning inspirerats av ett citat ur ett brev från 1770 från Voltaire till en Abbot le Roche.

### Översättning
Den här artikeln är helt eller delvis baserad på material från engelskspråkiga Wikipedia.